# Tino Thömel
Tino Thömel (* 6. Juni 1988 in Berlin) ist ein ehemaliger deutscher Radrennfahrer.

## Karriere
Mit dem Radsport begann Thömel beim BSV ADW Berlin. Er wurde 2006 Deutscher Meister der Junioren im Punktefahren. 2010 trat er der RG KED-Bianchi Team Berlin bei und konnte in der U23-Austragung des Eintagesrennens Rund um den Finanzplatz Eschborn-Frankfurt seinen ersten bedeutenden Erfolg erringen. Weitere Siege gelangen ihm bei der Tour de Berlin und der Tour of Alanya. Außerdem gewann er mit Bastian Faltin in der Saison 2009/10 die Gesamtwertung des UIV Cup. Cottbus–Görlitz–Cottbus konnte er 2010 für sich entscheiden.
Anfang 2011 schloss sich Thömel dem neu gegründeten Continental Team NSP und gewann Etappen bei der Tour de Normandie, der Griechenland-Rundfahrt, der Szlakiem Grodów Piastowskich
und der Oberösterreich-Rundfahrt. Zum Saisonende fuhr er als Stagiaire beim spanischen Professional Continental Team Geox-TMC. Er blieb bis 2012 beim Team NSP und gewann neben weiteren Etappen auch die Gesamtwertung der Tour du Loir-et-Cher.
2014 fuhr er für das Team Stuttgart und gewann eine Etappe bei der Tour of China I. Trotz dieses Erfolgs hatte er Schwierigkeiten einen neuen Vertrag für die Saison 2015 zu erhalten, wurde jedoch schließlich vom taiwanesischen RTS-Santic Racing Team verpflichtet. Für diese Mannschaft gewann er 2015 Etappen der Tour de Taiwan, der Tour de Korea, der Tour of Hainan und der Tour of Yancheng Coastal Wetlands. Nachdem er 2016 zunächst sein Fachabitur abgelegt hatte und deswegen seine Saison später begonnen hatte, gewann er eine Etappe der Tour of China II. 2018 konnte er noch einen Etappensieg bei der Tour of Poyang Lake erzielen und beendete Ende der Saison 2018 seine Karriere als Radprofi.
Von 2020 bis 2021 war Thömel beim Team Bike Aid als Sportlicher Leiter tätig.

## Erfolge
2010
- Rund um den Finanzplatz Eschborn-Frankfurt (U23)
- eine Etappe und Mannschaftszeitfahren Tour de Berlin
- zwei Etappen Tour of Alanya

2011
- eine Etappe Tour de Normandie
- zwei Etappen Tour of Hellas
- eine Etappe Szlakiem Grodów Piastowskich
- eine Etappe Oberösterreich-Rundfahrt

2012
- eine Etappe Szlakiem Grodów Piastowskich

2013
- eine Etappe Tour de Normandie
- Gesamtwertung und drei Etappen Tour du Loir-et-Cher
- eine Etappe Szlakiem Grodów Piastowskich

2014
- eine Etappe Tour of China I

2015
- eine Etappe Tour de Taiwan
- eine Etappe Tour de Korea
- eine Etappe Tour of Hainan
- eine Etappe Tour of Yancheng Coastal Wetlands

2016
- eine Etappe Tour of China II

2017
- eine Etappe Tour of Ukraine